# Дана, Эдвард Солсбери
Эдвард Солсбери Дана (англ. Edward Salisbury Dana; 16 ноября 1849, Нью-Хейвен — 16 июня 1935, Нью-Хейвен) — американский минералог, физик и педагог, который внёс заметный вклад в области кристаллографии. Член Национальной академии наук США.

## Биография
Эдвард Солсбери Дана родился 16 ноября 1849 года в городе Нью-Хейвене в штате Коннектикут в семье геолога и минералога Джеймса Дуайта Даны. Он окончил Йельский колледж в 1870 году, где он был членом тайного братства «Scroll and Key» (букв. Свиток и ключ).
После двух лет работы с американским геологом и горным инженером Джорджем Джарвисем Брашем в Шеффилдской научной школе, провел ещё два года, обучаясь в университетах Гейдельберга и Вены, специализируясь на кристаллооптике и кристаллографии. Затем он вернулся в Йель, чтобы получить степень магистра и доктора философии. К тому времени он был членом Коннектикутской академии искусств и наук.
В 1879 году Э. С. Дана был назначен доцентом естественной философии и астрономии в Йельском университете, а затем стал профессором физики. Его исследования и публикации были в основном в области минералогии. В 1884 году был избран членом Национальной академии наук США. В 1885 году он стал попечителем Йельского музея национальной истории Пибоди.
В 1875 году профессор Дана стал редактором «Американского журнала науки» и продолжал руководить им до 1926 года.  Он был избран членом ряда научных обществ в Австрии, Мексике, России, Англии, Шотландии и в Соединённых Штатах Америки. 
Двумя наиболее важными публикациями Даны были его «Учебник минералогии» (англ. «Textbook of Mineralogy»; 1877
) и монументальное дополненное шестое издание «Системы минералогии» его отца (1892).